# Force Publique
A Force Publique (FP) volt a ma Kongói Demokratikus Köztársaság néven ismert terület fegyveres ereje volt 1885-től (amikor a területet Kongói Szabadállam néven ismerték), a belga gyarmati időszakon keresztül (1908-1960), majd a függetlenség elnyerése után 1965-ig.

## Létrehozása
A FP-ot 1885-ben hozta létre II. Lipót belga király az általa magánbirtokként uralt kongói területeken, amely a Kongói Szabadállam nevet viselte. Lipót arra utasította bomai képviselőjét, hogy hozza létre a gyarmat katonai és rendőri erőit, majd 1886-ban a belga hadsereg számos tisztjét és tiszthelyettesét küldte a gyarmatra, hogy segédkezzenek az új haderő felállításában, a bennszülöttekből toborzott katonák kiképzésében. A FP tisztjei és tiszthelyettesei csak fehérek voltak, részben a rendes hadseregből toborzott belgák, illetve az anyagi haszon vagy kalandvágy miatt Kongóba érkező, más nemzetiségű zsoldosok.

## A Kongói Szabadállamban
A fehér tisztek irányítása alatt a közlegényeket számos afrikai törzsből toborozták, az FP etnikai összetétele meglehetősen vegyes volt. A legtöbb katonát a Kongó folyó felső folyásvidékén élő harcos törzsekből toborozták, de érkeztek katonák Nyugat-Afrikából és Zanzibárból is. A FP szerepe ekkor a Szabadállam területének védelme és az arab rabszolgavadászok elleni küzdelem volt. Lipót uralkodása során azonban az FP egyik legfontosabb feladata a nyersgumi-beszolgáltatási kvóták betartatása, kényszermunkaerő toborzása és a helyi lakosság megfélemlítése lett.
A modern tűzfegyverekkel és a vízilóbőrből készült korbáccsal felszerelt katonák túszokat ejtettek és kínoztak meg, hogy a lakosságot engedelmességre kényszerítsék. A külföldi misszionáriusok és a Kongóba delegált nagykövetek körében hamarosan ismert volt, hogy az FP tisztjei nem fékezték meg a katonákat, amikor azok halálra korbácsolták, megerőszakolták vagy megcsonkították az ellenül szegülőket. A kvóták kikényszerítése érdekében az ellenálló falvakat felgyújtották, nem ritkán azért, hogy az újabb ültetvényeknek helyet csináljanak, a kivégzett falusiak kezét pedig levágták. Ezt a fehér tisztek azért követelték meg, hogy a fekete katonákkal minden egyes elhasznált lőszert elszámoltassanak. Később azonban a kéz levágása szokásos büntetés lett, és végül a katonák jutalmát, vagy szolgálati idejük nagyságát is az szabta meg, hogy hány kezet tudtak beszolgáltatni.
A Szabadállam fennállása során az FP folyamatosan problémákkal küzdött: a megalakulást követő években nem volt ritka a fekete katonák lázadása, akiket időnként erőszakkal toboroztak. Kezdetben az arab rabszolgavadászok elleni küzdelem megfelelően lekötötte az FP erőit, de az 1890-es évek végére ez a fenyegetés megszűnt, és elsősorban a távoli helyőrségekben állomásozó FP csapatokat tisztjeik arra használták, hogy saját hasznukra rabolják ki a helyieket.
A Szabadállam 1908-ban megszűnt, amikor a belga állam annektálta a területet, de becslések szerint addigra a gyarmat korábbi lakosságának 50%-át elvesztette (a becslések alsó határa 3 millió, felső határa 30 millió áldozat).

## A belga gyarmati haderő

### Felszerelés és szervezet

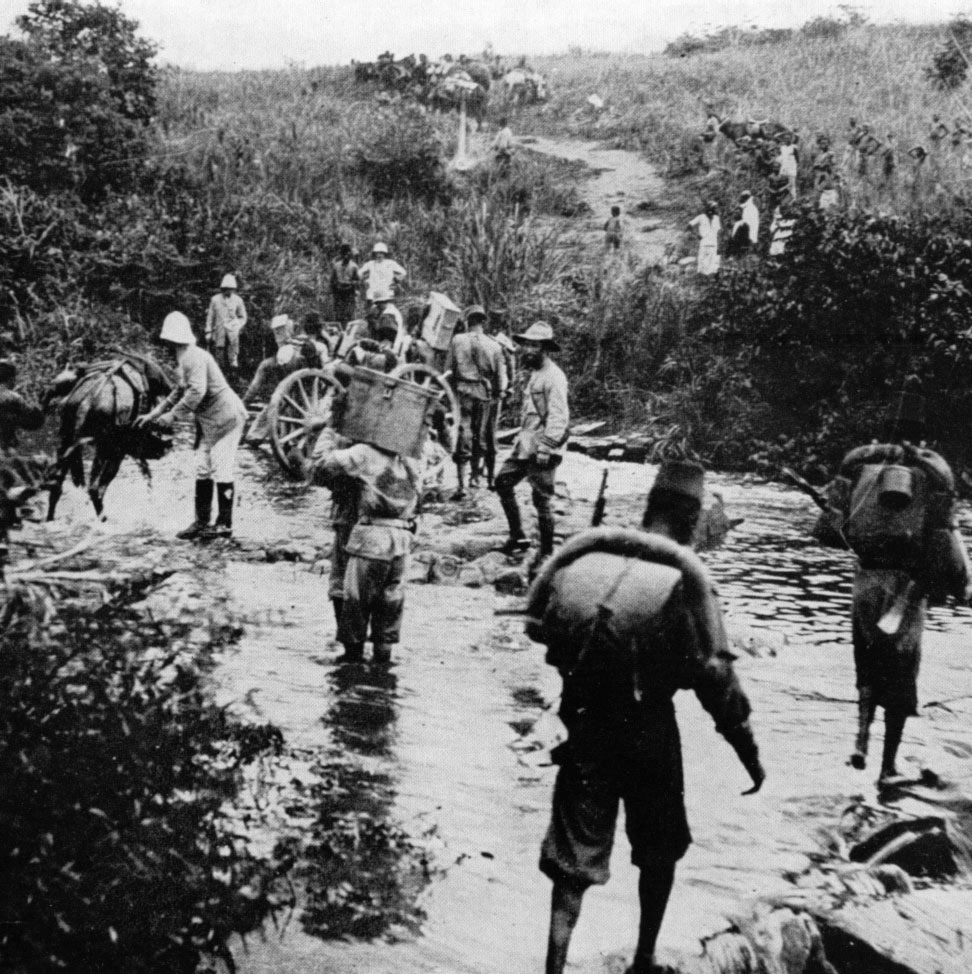
A Force Publique katonái Német-Kelet-Afrika területén, a II. világháborúban

1908-ban a belga állam átvette az ellenőrzést a Szabadállam felett és megalakította Belga Kongó néven gyarmatát. A FP-ot ekkor 21 századba szervezték át, illetve önálló tüzérségi és műszaki alakulatokat hoztak létre, összesen 12000 fővel. A századokat számozták, de csak nevük szerint ismerték azokat: Aruwimi, Bangala, Bas-Congo, Cateracts, Équateur, Ituri, Kasai, Kwango, Lac Léopold II, Lualaba, Lulongo, Makrakas, Makua-Bomokandi, Ponthiérville, Rubi, Ruzizi-Kivu, Stanley Falls, Stanley Pool, Ubangi és Uele-Bili.
Az utánpótlásról hat kiképzőtábor gondoskodott, ahol egyszerre 2400 fő kiképzését végezték. Az FP adminisztratív századai összesen 600 főből álltak, de a századok alegységeit, a különítményeket (detachments) egymástól annyira messzire állomásoztatták, hogy igazából semmilyen kapcsolatuk nem volt egymással.

#### Hadszervezet
A gyarmati kormányzat alatt a FP-t 150 fős „tábori” századokká (Compagnie Marche) szervezték át. Minden századot 4 belga tiszt és tiszthelyettes vezetett, akik alatt 100-150 askari (afrikai katona) szolgált. A századokat két vagy három, kb. 50 fős szakaszra osztották fel. A tábori századokból három tábori zászlóaljat szerveztek és a Szabadállam által felbérelt nem-belga nemzetiségű tiszteket hamarosan csak belgák váltották fel.
Önálló haderőt alkotott a Troupes de Katanga, a 2875 főből álló, hat századba szervezett erő, amelyhez egy kerékpáros század, valamint zászlóalj-parancsnokság tartozott és a félautonóm Katanga tartomány biztonságáért volt felelős.
A Compagnie d'Artillerie et de Génié a Boma városában található Fort Boma erőd helyőrsége volt, amely a Kongó folyó torkolatvidékét biztosította. Az erődben nyolc darab 160 mm-es ágyú volt, amelyet összesen 200 fő üzemeltetett.
1914-re a FP ereje, a katangai századokkal együtt, összesen 17000 fő volt. Ezek nagy része távoli helyőrségekben, úgynevezett poste-okon szolgált, ahol elsősorban a helyi lakosság felügyeletével és a rend fenntartásával voltak megbízva. Csak a katangai századok voltak képesek önállóan működőképes zászlóaljakat létrehozni, amelyek az „Ie”, „IIe” és „IIIme” elnevezést kapták. A FP többi egysége is elvileg képes lett volna egy zászlóalj létrehozására, de gyakorlatban erre nem került sor. A Szabadállam időszakában elkövetett kegyetlenségeket és túlkapásokat megszüntették és a FP átalakult egy tipikus gyarmati haderővé – jól felszerelt, jól vezetett elnyomó hadsereg lett belőle. A legtöbb askari ebben az időben 11 mm-es hátultöltő, egylövetű Albini-puskákkal volt felszerelve, és kezdetben a Szabadállam kék egyenruháját viselték. Utóbbit csak 1915-17 során váltotta fel a khaki egyenruha. Az askarikat 7 éves szolgálatra szerződtették.

### Az első világháború alatt
Az első világháború (1914–18) során a FP létszámát jelentősen megnövelték és a német gyarmati haderő elleni harcokban vetették be Kamerun, Ruanda, Burundi és Német-Kelet-Afrika területén. Az FP alakulatai általában megállták helyüket és egyes esetekben olyan jól teljesítették feladataikat, hogy kivívták brit és portugál szövetségeseik, valamint a németek elismerését is. 1916 után az FP három dandárból (Groupes) állt (Kivu, Ruzizi és a Tanganyika), amelyekhez összesen 15 zászlóalj tartozott.

### A második világháború alatt
A második világháború során (1939 és 1945 között) Belgiumot a németek megszállták és III. Lipót belga király 1940. május 28-án letette a fegyvert. Az emigrációba kényszerült belga kormány ezt nem fogadta el és a Force Publique egységeit a szövetségeseknek ajánlotta fel. Az FP csapatai részt vettek az olasz hadsereg ellen Kelet-Afrikában folytatott hadműveletekben, valamint a Közel-Kelet megszállásában. A Belga Kongó gyarmat másik jelentős hozzájárulása a szövetségesek győzelméhez az itt kitermelt nyersanyagok, mint a réz, gumi és nem utolsósorban az amerikai atombomba-programhoz felhasznált urán volt.

### A belga gyarmati uralom végén
A második világháború és Kongó függetlenségének kikiáltása közötti időszakban a FP továbbra is kettős, katonai és rendőri szerepet látott el, bár 1959-től megkezdték a csendőrség (Gendarmerie) felállítását, amelyet az FP területvédelmi csapataiból szerveztek. 1945 és 1960 között a belga kormány politikája értelmében a FP egységei kevert etnikai összetételűek voltak, és az egyes egységek személyi állományának legfeljebb negyede származott abból a tartományból, ahol az egység állomásozott. A FP egységeiben jól képzett és jól vezetett katonák szolgáltak, akik magasabbrendűnek tartották magukat a helyi lakosságnál (amit a belga tisztek is bátorítottak). Az FP időnként most is brutálisan fellépett a polgári lakosság ellen, különösen a függetlenségi mozgalmak elfojtása során. Vezetését továbbra is fehér tisztekre és tiszthelyettesekre bízták, a belga kormányzat semmilyen kísérletet nem tett arra, hogy a feketéket is bevonja az FP irányításába. A függetlenség közvetlen előzményeként kezdődött csak meg a fekete tisztesek kiképzése, a függetlenség kikiáltásakor összesen 20 fő végezte el a tiszthelyettesi iskolát.

## A függetlenség kikiáltása után
1960. július 5-én, öt nappal Kongó függetlenségének kikiáltása után a Léopoldville közelében található FP helyőrség fellázadt a fehér tisztek ellen (akik megtartották korábbi vezető pozícióikat) és rátámadtak az európaiakra, illetve a velük szimpatizáló kongóiakra. Az lázadás előzménye egy fehér tiszt beszéde volt, aki a fekete katonáknak azt fejtegette, hogy a függetlenség kikiáltása semmilyen változást nem hoz helyzetükre nézve. A tiszt, Ēmile Janssen altábornagy, szándéka az lehetett, hogy a katonáknak hangsúlyozza a fegyelem és a rend fenntartásának fontosságát, de a közkatonák, akik részt vettek az ünnepségek során a rend fenntartásában és most attól tartottak, hogy kimaradnak az újonnan elnyert szabadság nyújtotta előnyökből, rossz néven vették a kioktatást.
A lázadás jogos félelmet keltett a volt gyarmati közigazgatás tisztviselőiben és a Kongóban letelepedett fehérekben (akik végül elmenekültek az országból) és lerombolta az újonnan alakult kormány tekintélyét, amely képtelen volt kontrollálni a fegyveres erőket. A fehér közösséget Luluabourg-ban három napig támadták a helyi lázadók, amíg egy felsőbb jóváhagyás nélkül végrehajtott ejtőernyős akció eredményeként ki nem szabadították őket.
A Force Publique nevét 1965-ben megváltoztatták Kongó Nemzeti Hadseregre (Armée Nationale Congolaise – ANC) és felső vezetését teljes mértékben afrikaiak ellenőrzése alá vonták.